# Prost Grand Prix
A Prost Grand Prix Racing Team foi uma equipe francesa de automobilismo que competiu no campeonato da Fórmula 1 e era de propriedade do ex-piloto Alain Prost, tetracampeão mundial de Fórmula 1. Participou de cinco temporadas entre 1997 e 2001. Sua sede ficava em Guyancourt, nos arredores de Paris.

## História

### 1997: Início promissor

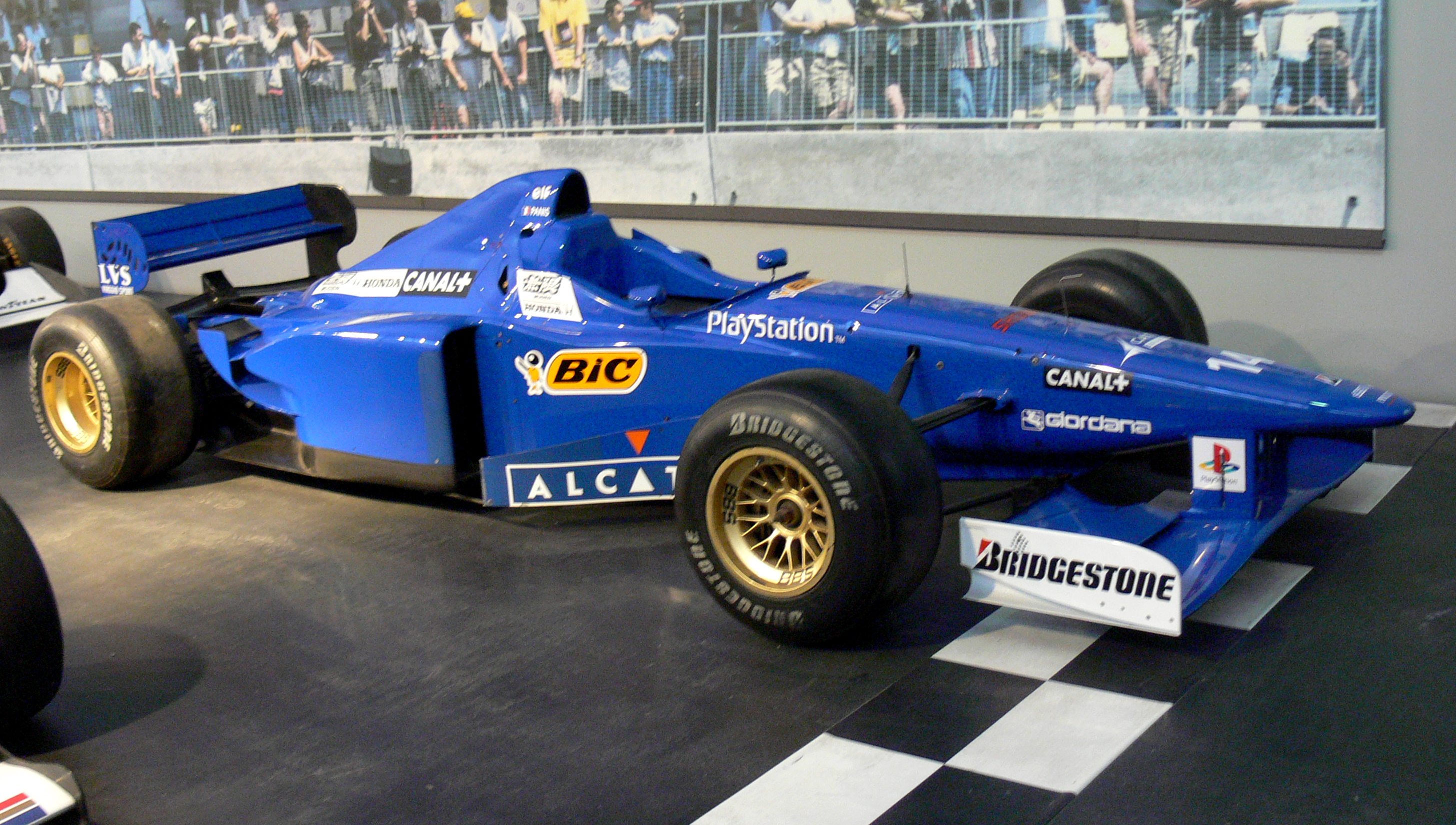
O Prost JS45, equipado com motor Mugen-Honda, foi o primeiro chassi da equipe, sendo o de maior sucesso.

Em 1996, a Ligier se preparava para deixar a Fórmula 1, deixando a França (país com o maior número de pilotos da categoria) sem uma equipe. Porém Alain Prost, aposentado das pistas desde seu último título em 1993, mas trabalhando nos bastidores da Ferrari, aparece e resgata a equipe, decidindo que iria geri-la. Renomeou a mesma para "Prost Grand Prix", no embalo de Jackie Stewart, que anunciara no mesmo ano a entrada de sua equipe, a Stewart Grand Prix, na Fórmula 1 para 1997.
Prost mantém os motores Mugen-Honda de 710 cavalos usados pela Ligier no ano anterior, e vai buscar também na terra do sol nascente os pneus Bridgestone. O uso dos bons componentes japoneses tem o seu preço: a vinda do piloto Shinji Nakano. O outro piloto permanece sendo o francês Olivier Panis, autor da heroica vitória no Grande Prêmio de Mônaco de 1996 com a Ligier.
O primeiro Grande Prêmio, na Austrália, foi excelente. Beneficiados pelo abandono de mais da metade dos competidores, Panis termina na quinto colocação, marcando os primeiros dois pontos da Prost, enquanto Nakano também flerta com a zona de pontuação, ficando em sétimo. A equipe, juntamente com a McLaren, foram as únicas à terminar a corrida com os dois carros naquela corrida.
No segundo Grande Prêmio, o futuro da Prost prometia ser brilhante, quando Olivier Panis conquista o terceiro lugar com uma corrida fantástica — o primeiro pódio da história da equipe logo em sua segunda corrida. Nakano, largando lá atrás, permaneceu até o fim, na 14ª colocação final. Na corrida seguinte, no travado circuito do Grande Prêmio da Argentina, o espetáculo parecia continuar com Panis na segunda colocação, mas seu motor estoura na volta 18. Nakano também abandona a prova.
Depois de uma corrida difícil em Imola, Panis volta a pontuar com o quarto lugar no Grande Prêmio de Mônaco, no entanto, é na Espanha que a estrela da Prost novamente brilha: Panis larga em 12º, e depois de muitas ultrapassagens e uma excelente estratégia de paradas, supera Jean Alesi, David Coulthard e Michael Schumacher para terminar numa excelente segunda colocação (melhor resultado da história da equipe).
Logo depois, no Canadá, Panis fazia uma corrida complicada, mas devido a série de abandonos, ele e Nakano se aproximavam dos pontos. Na volta 51, o francês toca levemente no muro, depois se choca com a barreira de pneus, resultando na fratura das duas pernas. O acidente resulta no encerramento prematuro da corrida, e Nakano marcaria um ponto ao chegar em sexto lugar.
Com a perda de seu principal piloto — importante ressaltar que mesmo após o Grande Prêmio do Canadá, Panis era o terceiro colocado no campeonato de pilotos — Alain Prost toma um grande golpe logo em sua primeira temporada como manager. Para o lugar de Olivier, o tetracampeão aposta no italiano Jarno Trulli, que vinha fazendo corridas interessantes pela Minardi. Assim que debuta, Trulli consegue a sexta posição no grid do Grande Prêmio da França, mas não pontua, o que se repete na Grã-Bretanha.
Depois de dois GPs complicados para a Prost, Trulli voltava a largar bem, na sétima colocação, enquanto Nakano saía em 17º. E após seu compatriota Giancarlo Fisichella, que vinha em segundo, duelar com Gerhard Berger, o italiano consegue ficar com a quarta posição, pontuado pela primeira vez na categoria. Nakano, também por abandonos, herda o sétimo lugar. Na etapa seguinte, em uma atuação atípica na Hungria (numa prova marcada pela épica atuação de Damon Hill, que quase ganha com um carro da Arrows), o japonês vai bem e conquista um ponto com a sexta colocação, com Trulli em sétimo.
Após duas etapas difíceis em Spa-Francorchamps e em Monza, o Grande Prêmio da Áustria reservaria grandes emoções para a Prost: Trulli largou na terceira colocação do grid e assume a liderança logo na primeira volta, onde permaneceria por 37 voltas. Após as paradas, ele é ultrapassado por Jacques Villeneuve, o campeão daquela temporada. O italiano consegue se manter em segundo até a volta 58 quando seu motor explode, situação que também tinha decretado final de corrida para Nakano.
Recuperado do acidente em Montreal, Panis volta a correr no Grande Prêmio de Luxemburgo. A descoberta de Jarno Trulli poderia render uma dupla excelente para as três últimas etapas. No entanto, a forte pressão da Mugen-Honda faz com que Nakano siga como titular. Recuperado dos ferimentos sofridos no GP do Canadá, Panis alcança o sexto lugar, marcando um ponto. Chega finalmente o último Grande Prêmio da temporada, o da Europa, no tradicionalíssimo circuito de Jerez de la Frontera. Panis faz grande corrida, mas chega apenas na sétima colocação, beirando outra vez os pontos.
O saldo final da primeira temporada da Prost foi bom, com a sexta colocação e grande performances de Panis e Trulli, mas poderia ter sido muito melhor, caso o francês não tivesse se acidentado, e se Shinji Nakano, que tirou a vaga do novato italiano nas últimas etapas, terminasse novamente efetivado como segundo piloto. Esse episódio faria Prost mudar seus motores para a temporada seguinte.

### 1998: A catastrófica segunda temporada
Devido aos eventos do final de 1997, quando Prost, para manter os motores da Mugen-Honda, fora obrigado a permanecer com Nakano, enquanto Jarno Trulli fosse remanejado como piloto de testes, a fornecedora da equipe muda. Para 1998, quem dá força à Prost é a também francesa Peugeot, resultando em uma legítima equipe do país, além de contar com uma boa dupla de pilotos, Panis e Trulli. Mas toda essa empolgação não seria justificada ao longo ano.
No primeiro GP da temporada, na Austrália, Trulli abandona, e Panis, nas últimas colocações, vai herdando posições de quem sai. Em Interlagos, nenhum carro termina; na Argentina, o quadro do primeiro Grande Prêmio se repete: em Ímola, Trulli e Panis não completaram a prova, o que se sucede em outras três corridas (Mônaco, Canadá e Inglaterra). Nas outras etapas apenas um termina, sempre entre os últimos.
No Grande Prêmio da Alemanha, a Prost consegue pela primeira (e única) vez completar uma prova com os dois carros, um em 12º e outro em 13º. Depois de outra performance fraca no GP da Hungria, o GP da Bélgica guardava o único ponto da equipe no campeonato. Logo na largada 7 carros, entre eles o de Panis, se chocam e saem, juntando com os abandonos frequentes de Spa-Francorchamps apenas 8 pilotos terminam a prova. Jarno Trulli consegue sobreviver e chega em 6º lugar. Mais duas corridas horríveis e a temporada acaba: Foi apenas 1 ponto e a penúltima colocação (última entre as equipes que marcaram pontos), apenas à frente de Tyrrell e Minardi.

### 1999: Tentando outra vez
Ninguém acreditava no resultado de 1998: dois bons pilotos e os também bons motores Peugeot, que correram tão bem na Jordan, não poderiam ter levado a equipe à penúltima colocação. Alain Prost mantém a dupla Trulli-Panis e os mesmos motores, e parte para 1999 com o objetivo de apagar o frágil desempenho da temporada passada.
Mas o primeiro GP, em Albert Park, não ajudou. Panis perdeu a roda e Trulli se chocou com o novato espanhol Marc Gené. Tudo indicava que o pesadelo se repetiria. Em Interlagos, Panis lutava pelos pontos (estava na 7ª colocação), até fazer sua primeira parada ainda na 11ª volta. Uma série de abandonos, inclusive de Trulli, faz com que Panis retorne ao 6º lugar e marca o primeiro ponto da Prost na temporada. Logo depois, em Imola, Trulli colide com Jacques Villeneuve na primeira volta e Panis abandona: mais uma corrida sem completar.
Para o GP de Mônaco, Trulli largava em 7º, e Panis em 18º, numa pista travada como em Monte Carlo, o italiano resiste e termina em 7º, enquanto Panis abandona novamente. No GP seguinte, na Espanha, Trulli assume a 6ª posição, onde fica até o fim da corrida, marcando o segundo ponto da equipe. Panis segue abandonando. Após o GP do Canadá, sem nada demais, o Grande Prêmio da França, apesar de não ter rendido nenhum ponto, foi muito bom, pois além de fazerem uma grande corrida, lutando para pontuar, pela primeira vez na temporada os dois carros terminavam a prova, o que se repetiu na Inglaterra e na Áustria.
Em Hockenheim, o grid era animador: 7º para Panis e 9º para Trulli. No entanto, os dois perdem suas colocações logo no começo: Trulli perde o motor, e Panis, agora sozinho, luta para chegar aos pontos, e consegue: sexto lugar e mais um ponto para a Prost, que a essa altura tem apenas 3. No GP da Hungria os dois carros terminam, assim como na Bélgica, e a situação se reverte em Monza, com os dois pilotos abandonando.
- O primeiro pódio de Trulli

No GP da Europa, em Nürburgring, Panis larga em 6º e Trulli em 10º. A corrida já começa com uma largada queimada, e logo depois um acidente espetacular de Pedro Paulo Diniz, da Sauber, que voa sobre Alexander Wurz, da Benetton. Após 6 voltas com Safety Car, Eddie Irvine ultrapassa Panis e Trulli cai para 12º, Jean Alesi para logo e o italiano vai para 11º. Irvine, Mika Salo, Mika Hakkinen e Panis enfrentam problemas em suas paradas, e na 22ª volta, Trulli já é 6º colocado. O líder, Heinz-Harald Frentzen, abandona, assim como David Coulthard, que assumira o 1º posto pouco depois, e a liderança vai parar com Ralf Schumacher. Enquanto isso, Trulli ultrapassa Rubens Barrichello e já está na 4ª colocação. Giancarlo Fisichella toma a liderança de Ralf, mas tem um acidente logo depois - nisso tudo, Trulli passaria a ser o 3º colocado. Johnny Herbert, aproveitando-se do erro de Ralf na volta 49, assumiria a liderança da prova para não mais largar, e quem aproveita a oportunidade é Jarno Trulli, que suplantaria o alemão para assumir o 2º lugar, onde permanece até o fim, conquistando o terceiro e último pódio da Prost Grand Prix.
O pódio também é o único da equipe na temporada. No GP da Malásia, Trulli não larga e Panis perde o motor logo na 5ª volta. Sobrando apenas o GP do Japão, que resulta em abandono duplo novamente. 1999 chega ao fim, um ano muito melhor para a Prost que o pesadelo de 1998, os 9 pontos ainda foram poucos, mas a confiabilidade do carro melhorou, tudo indicava que o ano anterior tinha sido uma maré de azar, mas, em 2000, a Prost voltaria ao bom desempenho.

### 2000: Afundando com a Peugeot

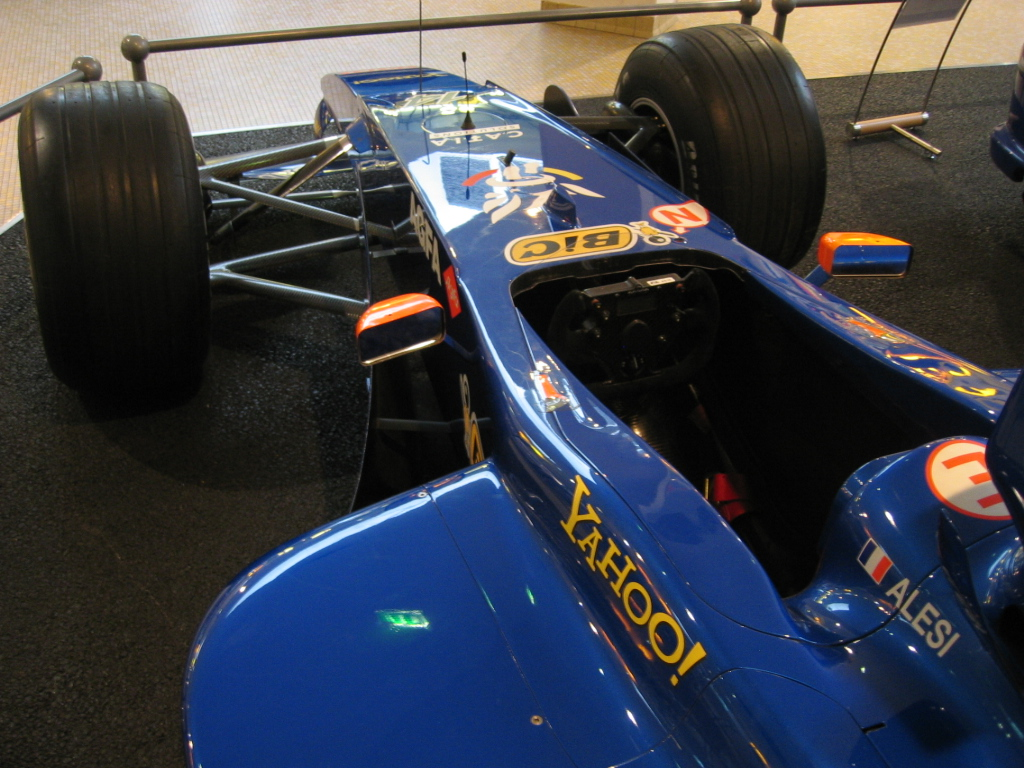
Prost AP03, guiado por Nick Heidfeld e Jean Alesi em 2000.

Panis deixa de ser piloto titular na Fórmula 1 em 2000 (voltaria em 2001, pilotando a BAR) para ser piloto de testes da McLaren, e Trulli assina com a emergente Jordan para o lugar do inglês Damon Hill. A nova dupla de pilotos de Alain Prost é composta pelo jovem alemão Nick Heidfeld, campeão da Fórmula 3000 em 1999 e do incansável francês Jean Alesi, companheiro do "Professor" na Ferrari em 1991. Com uma promessa e um experiente, parecia que a temporada de afirmação da Prost ocorreria de forma tranquila.
No GP da Austrália, a Prost estreia com Alesi quebrando e Heidfeld terminando em 9º. Em São Paulo e em San Marino, o pesadelo de 1998 pairava novamente: os dois carros quebram. Na Grã-Bretanha, uma apresentação pífia de Alesi, que ainda termina a corrida em 10º. Na Espanha, Alesi bate no começo com Pedro de la Rosa, da Arrows, e Heidfeld ocupa durante a prova toda as últimas colocações. Para o GP da Europa, em Nürburgring, Heidfeld tem problemas com o peso e não larga. Alesi ensaia uma boa corrida, ocupando por duas voltas a 6ª colocação, mas termina em 9º. Em Monte Carlo, Nick é 8º e Alesi quebra.
No Grande Prêmio do Canadá, quebra de ambos os carros novamente. Na França, a 12ª e 13ª colocações são comemoradas, pois este foi o único GP com os dois pilotos terminando. Por quatro GPs seguidos (Áustria, Alemanha - neste último, Alesi e Pedro Paulo Diniz se envolveram num acidente, com o francês batendo forte - , Hungria e Bélgica), nenhum carro completa (o que se repetiria ainda no Japão), destacando-se o GP da Áustria, onde os dois carros da mesma equipe se colidiram na volta 41.
O saldo da temporada de 2000 foi desanimador: 23 abandonos (uma não-largada), nenhum ponto (empatada com a Minardi) e a melhor colocação foi o 8º lugar de Nick Heidfeld em Mônaco. Foram usados no total 53 motores da Peugeot durante os 17 Grandes Prêmios, após o GP da França, os mecânicos da Prost ensaiaram uma greve em represália a baixíssima qualidade e confiabilidade dos motores franceses. No final da temporada, a Peugeot deixa a categoria para sempre, vendendo a sua divisão de motores de Formula 1 para a japonesa Asiatech, que utilizou o horrível motor da temporada de 2000 em 2001, ajudando a falir a Arrows.
Em novembro, Pedro Paulo Diniz comprou parte das ações da equipe, num comunicado feito por Alain Prost. Embora o brasileiro tivesse a opção de continuar em atividade nas pistas, optou em encerrar a carreira.

### 2001: Fim da brincadeira para o tetracampeão
A temporada de 2000 não seria esquecida, pelo menos não para os patrocinadores, o que nunca antes havia faltado para Prost. Sem dinheiro, a equipe não realiza grandes testes de pré-temporada, fadando a equipe ao fracasso já que ela mudou seus principais componentes: novos pneus da Michelin e novos motores denominados Acer (na verdade, eram propulsores da Ferrari renomeados).
Com a Peugeot fora, o primeiro desafio do "Professor" seria conseguir novos motores, após a recusa da Mercedes-Benz e da Supertec (divisão da Renault) sobrou apenas a Ferrari, que forneceu os motores da temporada passada e que foram renomeados Acer, que, na verdade, é uma empresa taiwanesa de computadores - a principal patrocinadora da Prost em 2001, para preservar a imagem da montadora italiana. Sem dinheiro e a realização dos testes, o motor - já ultrapassado - não foi melhorado.
A dupla que começa 2001 é composta ainda por Jean Alesi e o argentino Gastón Mazzacane (ex-Minardi), que substituiu Nick Heidfeld - contratado pela Sauber - em troca do patrocínio da emissora de televisão PSN (Enrique Bernoldi e Oriol Servià, que fizeram testes com a equipe, foram cogitados para a vaga). Nos primeiros GPs, Alesi se esforça, chegando a lutar pelos pontos em algumas voltas, enquanto isso o argentino consegue as seguintes posições no grid: 20º, 19º, 21º e 20º novamente. Após o quarto Grande Prêmio da temporada, em Imola, e após ter terminado apenas uma prova onde ficou em último, Mazzacane perde o emprego e não volta à Fórmula 1.
Para seu lugar, ainda com interesses da PSN, veio o brasileiro Luciano Burti, que corria a temporada pela Jaguar, outra equipe igualmente em crise. Com Alesi e Burti, a Prost consegue pontuar com um 6º lugar em Mônaco, uma corrida excelente de Alesi, e um sofrido, mas brilhante, 5º lugar do francês no Canadá. Na maioria das etapas os carros terminam as provas, até o GP da Alemanha, onde, em outra corrida brilhante de Jean Alesi, o piloto marca mais um ponto, o último da história da Prost, e decide que deixará a equipe depois de atritos com Alain Prost.
O tetracampeão faz um acordo com Eddie Jordan, que também se envolve em atritos com seu piloto, o alemão Heinz-Harald Frentzen - o germânico vai para a Prost, e Alesi se muda para a Jordan. Frentzen pouco consegue fazer com o péssimo carro da equipe francesa, e após a saída de Burti com o acidente na Bélgica, o tcheco Tomáš Enge, vindo da Fórmula 3000, disputa 3 corridas na categoria.
As últimas corridas da Prost são geralmente lembradas pelos acidentes espetaculares do brasileiro Luciano Burti - o primeiro na Alemanha, quando Michael Schumacher teve problemas e ficou praticamente parado. Burti, que vinha lá de trás, não conseguiu desviar, acertou a roda traseira da Ferrari do alemão, e o carro do brasileiro capotou, e um pneu chegou a ficar preso na Arrows de Enrique Bernoldi. A FIA cancelou a largada, o que deu tempo aos dois de pegarem os carros reservas. Já o segundo fora bem mais grave, no GP da Bélgica: Eddie Irvine, ex-companheiro do brasileiro na Jaguar, fecha Luciano, que após tocar no carro do norte-irlandês, vai de encontro a barreira de pneus a cerca de 300 km/h. Apesar de não ter deixado sequelas, este acidente afastou o brasileiro das pistas de Fórmula 1 para sempre.
No fim da temporada, ligeiramente melhor que a anterior, (4 pontos marcados), o sonho de Alain Prost se encerra após o Grande Prêmio do Japão, onde Frentzen termina em 12º (a uma volta atrás do vencedor Michael Schumacher) e Enge abandona, com problema nos freios de seu carro. Sem dinheiro, a Prost é liquidada judicialmente em 2002 e deixou a Fórmula 1. Seu espólio foi comprado pelo grupo empresarial DART, que rebatizaria a escuderia para DART/Phoenix, mas teve a entrada na temporada de 2002 negada pela FIA, que alegou que a inscrição mancharia a imagem da Fórmula 1.

## Resultados na Fórmula 1
| Ano  | Nome                    | Chassi | Pneus       | Motor       | Óleo  | Pilotos                                                                    | Pilotos de testes                                  | Classificação |
| ---- | ----------------------- | ------ | ----------- | ----------- | ----- | -------------------------------------------------------------------------- | -------------------------------------------------- | ------------- |
| 2001 | Prost Acer              | AP04   | Michelin    | Acer        | Shell | Jean Alesi Gastón Mazzacane Luciano Burti Heinz-Harald Frentzen Tomas Enge | Stéphane Sarrazin Pedro de la Rosa Jonathan Cochet | 9° (4 pts)    |
| 2000 | Gauloises Prost Peugeot | AP03   | Bridgestone | Peugeot     | Total | Jean Alesi Nick Heidfeld                                                   | Stéphane Sarrazin                                  | 11° (0 pts)   |
| 1999 | Gauloises Prost Peugeot | AP02   | Bridgestone | Peugeot     | Total | Olivier Panis Jarno Trulli                                                 | Stéphane Sarrazin                                  | 7° (9 pts)    |
| 1998 | Gauloises Prost Peugeot | AP01   | Bridgestone | Peugeot     | Total | Olivier Panis Jarno Trulli                                                 | Stéphane Sarrazin                                  | 9° (1 pt)     |
| 1997 | Prost Gauloises Blondes | JS45   | Bridgestone | Mugen-Honda | Elf   | Olivier Panis Shinji Nakano Jarno Trulli                                   | Emmanuel Collard                                   | 6° (21 pts)   |

## Pilotos
- Olivier Panis - Principal nome da equipe, o francês foi o responsável pela maioria dos pontos conquistados - dos 35, 18 foram marcados por ele, que após tirar um ano como piloto de testes da McLaren, voltaria a correr entre 2001 e 2004, pelas equipes BAR e Toyota, onde encerrou a carreira como titular na F-1.
- Shinji Nakano - Apoiado pela Honda, o japonês disputou a temporada de 1997 pela Prost. Foi pela escuderia que Nakano marcou os 2 únicos pontos de sua carreira na F-1, onde correu até 1998, quando competia pela Minardi.
- Jarno Trulli - Iniciara a temporada de 1997 pela Minardi, mas foi contratado pela Prost como substituto de Olivier Panis, que havia se acidentado em Montreal. Foi pelo time que o italiano conquistou seu primeiro pódio na categoria. Além das 2 equipes, competiu ainda pelas equipes Renault, Toyota e Lotus.
- Jean Alesi - Desde 1989 na Fórmula 1, Alesi disputou 29 corridas pela Prost, tendo um 5° lugar no GP do Canadá de 2001 como seu melhor resultado.
- Nick Heidfeld - Campeão de Fórmula 3000 em 1999, Heidfeld estreou na F-1 pela Prost. Em sua única temporada pelo time, não pontuou, tendo como seu melhor desempenho apenas um 8° lugar em Mônaco - na época, apenas 6 pilotos pontuavam.
- Gastón Mazzacane - O argentino, que trouxe à Prost o patrocínio da emissora de televisão PSN, não agradou em sua curta passagem pela equipe, largando sempre entre os últimos. Acabou dispensado logo após o GP de San Marino.
- Luciano Burti - Contratado à Jaguar para o lugar de Mazzacane, Burti também teve curta carreira na equipe francesa, largando em 10 corridas. Dois acidentes graves marcaram a passagem do brasileiro, que encerrou a carreira de piloto titular após um violento acidente em Spa-Francorchamps. Recuperado, voltou em 2002 como piloto de testes da Ferrari, onde permaneceu até 2004.
- Heinz-Harald Frentzen - Em final de carreira, o alemão disputou as últimas 5 etapas da temporada de 2001, após um acordo entre Alain Prost e Eddie Jordan, que cedera Frentzen e receberia Jean Alesi em sua equipe.
- Tomáš Enge - Primeiro representante da República Checa na F-1, Enge disputou as últimas 3 corridas do campeonato de 2001, no lugar do acidentado Luciano Burti. Seu melhor resultado foi um 12° lugar em Monza.